# ルリホシエイ
ルリホシエイ（Taeniura lymma）は、アカエイ科に属するエイの一種。インド太平洋熱帯域沿岸のサンゴ礁の、潮間帯から深度30メートルまでの範囲に生息する。体盤幅35センチメートルと比較的小さいエイである。眼は大きく突き出している。尾は比較的太くて短く、腹面には鰭膜がある。黄色の地色に多数の青い斑点がある特徴的な体色を持ち、尾には1対の青い筋がある。
夜間に小さな群れで浅い砂地に入り込み、砂中の無脊椎動物や硬骨魚を捕食する。日中はサンゴの間に隠れる。無胎盤性の胎生で、産仔数は7以下。臆病な性格だが、尾に毒棘を持ち触れると傷を負う可能性がある。体色と大きさから観賞魚として人気があるが、飼育は難しい。

## 分類

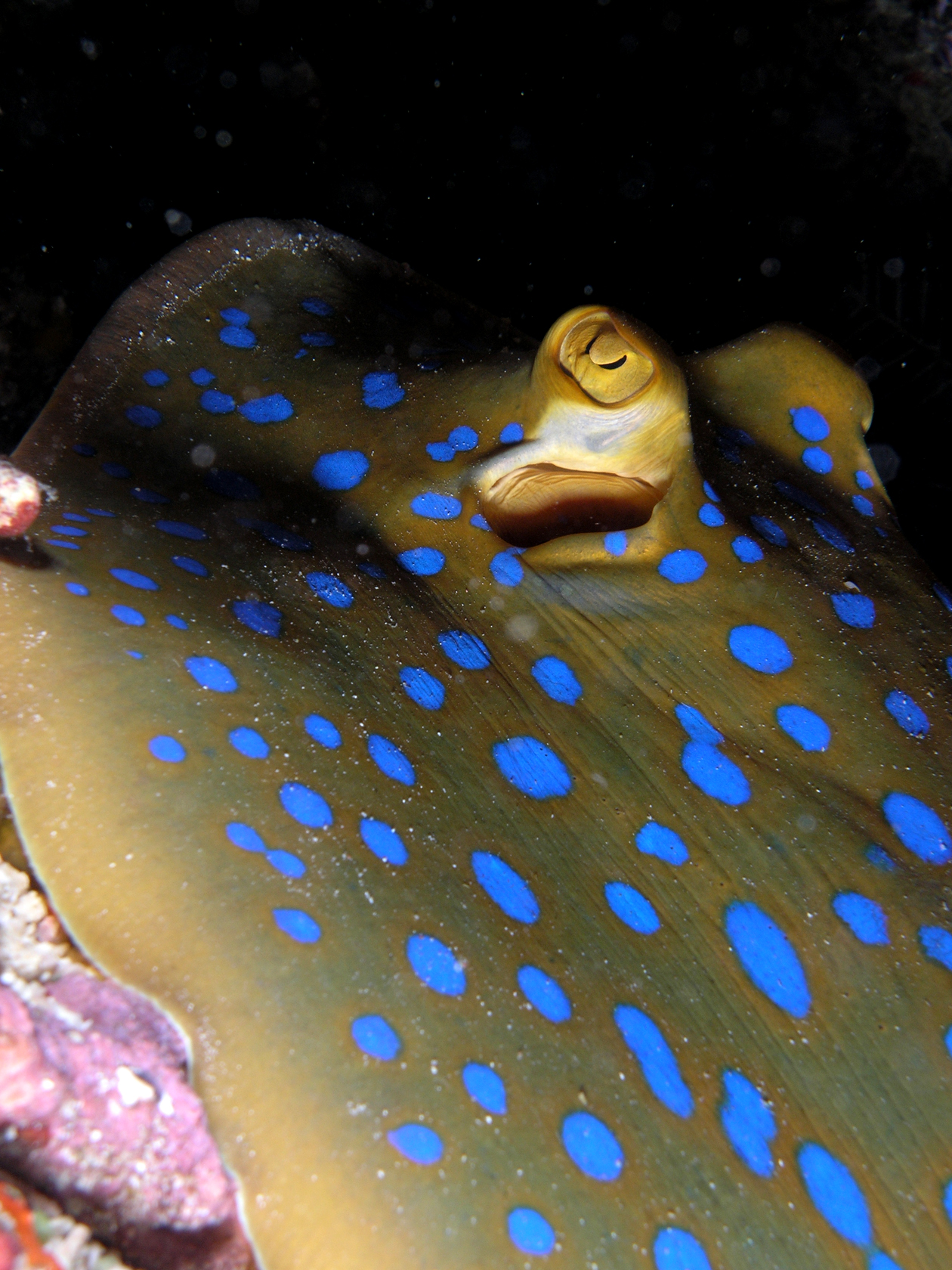
コモド国立公園の個体

1775年にスウェーデンの博物学者であるPeter Forsskålによって、Raja lymma として記載された。種小名 lymma は「泥」を意味する。タイプ標本は指定されなかった。1837年、ドイツの生物学者ヨハネス・ペーター・ミュラーとヤーコプ・ヘンレ はTaeniura 属を設立し、現在では本種のシノニムとされているTrygon ornatus をここに含めた。
形態学的な研究ではアマゾンタンスイエイ科と近縁とされたこともあったが、分子系統解析ではヤッコエイ属に近縁であるという結果が得られている。

## 分布
インド太平洋熱帯域の沿岸部に広く分布する。インド洋での分布域は南アフリカからアラビア半島を経て東南アジアにまで及び、マダガスカル、モーリシャス、ザンジバル、セイシェル、スリランカ、モルディブなどの島嶼部でも見られる。ペルシア湾やオマーン湾では珍しい。太平洋での分布域はフィリピンからオーストラリア北部で、メラネシア、ポリネシア、ソロモン諸島などの島嶼部でも見られる。サンゴ礁やその近くの砂地に生息する底生魚である。通常は30メートル以浅に生息し、潮間帯や潮だまりでもよく見られる。海草藻場の近くに出現することもある。南アフリカでは夏に多数の個体が集まる。

## 形態

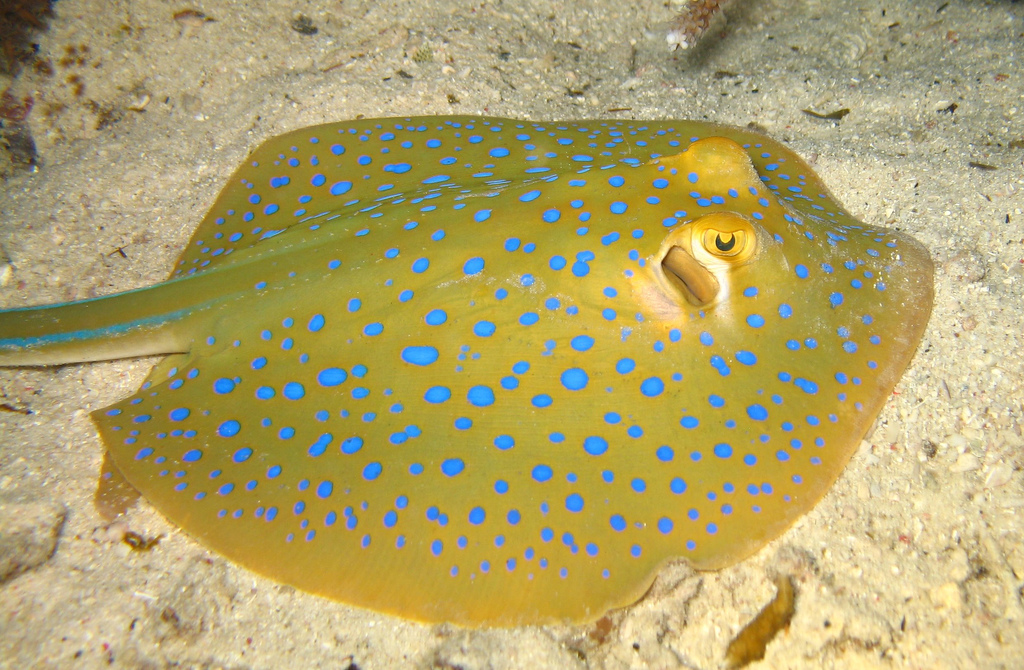
特徴的な体色を持つ。

体盤は楕円形で、幅は長さの4/5程度である。吻端は丸いか鈍角に尖る。眼は大きく突き出し、その直後には大きな噴水孔がある。鼻孔の間には短い鼻褶がある。鼻褶の後縁は細かい房状となり口に達する。下顎の中央は凹み、口角には深い溝がある。歯列は15–24列で、敷石状に並ぶ。口底には2個の大きな乳頭突起がある。腹鰭は小さく尖る。尾は太く縦扁し、体盤の1.5倍の長さになる。尾の後方には鋸歯を持つ棘が1-2本（通常2本）生える。尾の腹面には幅広い鰭膜が先端まで続き、背面の中心には背の低い隆起線が走る。
皮膚は全体に滑らかだが、背中の中心に小さな棘が散らばる場合もある。背面の色は特徴的で、地色は黄褐色から緑、明るい青色の丸い斑点が多数散らばる。斑点は体盤の縁ほど小さく密になる。尾の両側には付け根から棘の位置まで青い筋が走る。眼は明るい黄色、腹面は白い。アフリカ南部の個体は尾の青い筋を持たないことがある。体盤幅35センチメートル、全長80センチメートル、体重5キログラムまで成長する。

## 生態

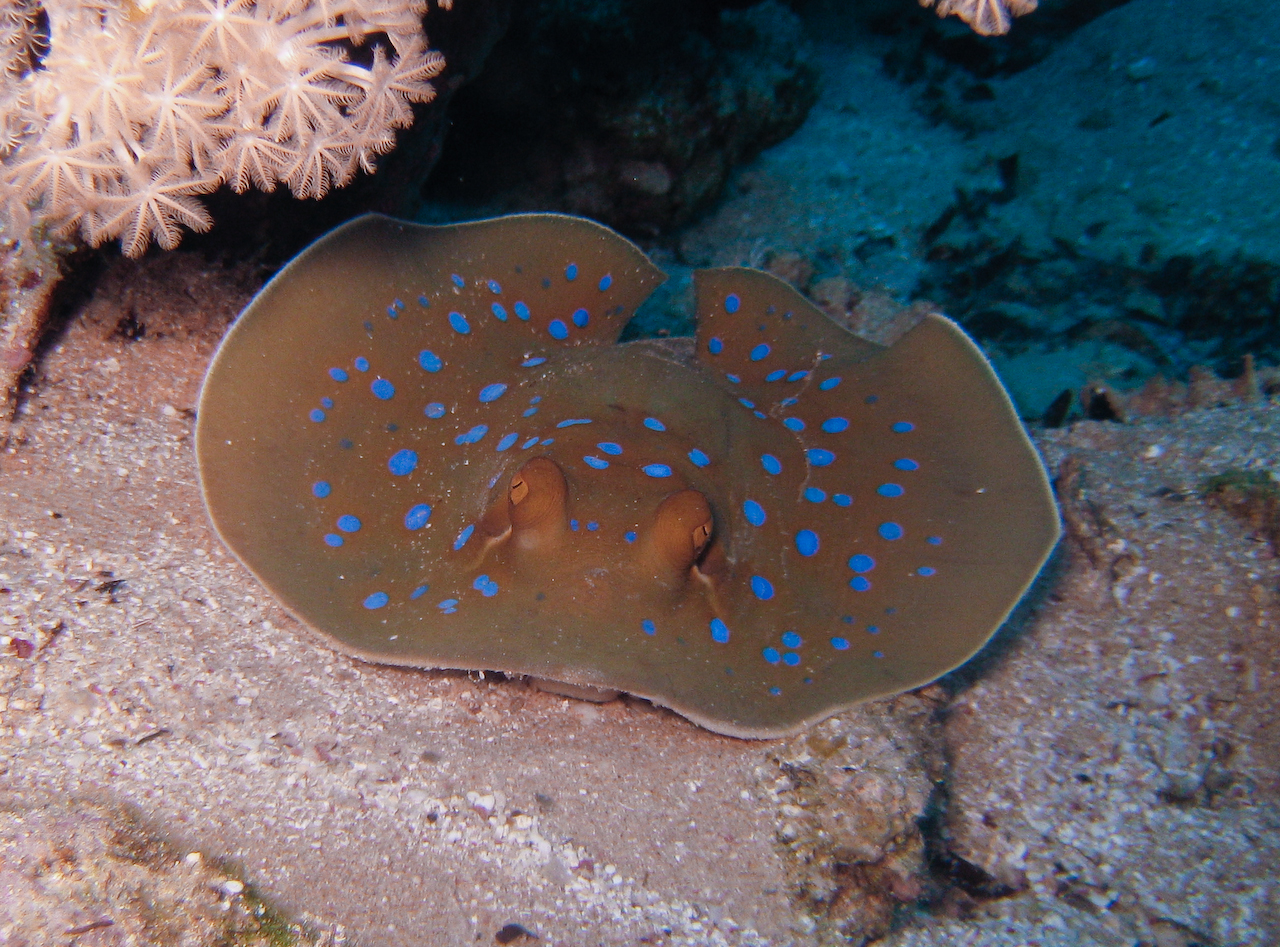
日中はサンゴの間に隠れる。

インド太平洋のサンゴ礁において最もよく見られるエイの一つである。日中は単独で洞窟やサンゴなどの障害物（沈没船なども利用する）に隠れ、尾だけが見える状態であることが多い。夜には小さな群れを作り、上げ潮に乗って浅い砂地で餌を探す。他の多くのエイと異なり、自ら砂に潜ることはあまりない。砂を掘って貝、多毛類、エビ、カニ、小さな底生魚などの獲物を探し、体盤で包み込んで口に運ぶ。エイが取りこぼした餌を捕食するため、ヒメジなどの魚が摂餌中のエイの後を追っていることがよくある。
繁殖期は晩春から夏である。雄は雌を追いかけ、体盤に噛みついて抑え込み交尾する。本種の雄がより小さなNeotrygon kuhlii の雄を雌と間違えて抑え込むところも観察されている。成体の雄がおそらく繁殖のため群れで浅瀬に集まることもある:88。他のアカエイ類と同様に無胎盤性の胎生で、卵黄を使い切った胎児は子宮から分泌される子宮乳で育つ。妊娠期間は不明だが、4カ月から12カ月の間と推測される。産仔数は7以下。仔魚は体盤幅13-14センチメートルで、形態的には成体と同一である。雄は体盤幅20-21センチメートルで性成熟するが、雌については不明である。
天敵としてはシュモクザメやハンドウイルカが知られる。他の大型魚や海獣に捕食されている可能性もある。脅された際には高速でジグザグに泳ぐことで追跡者を振り払う。
多くの寄生虫が記録されており、条虫の Aberrapex manjajiae、Anthobothrium taeniuri、Cephalobothrium taeniurai、Echinobothrium elegans、E. helmymohamedi、Kotorelliella jonesi、Polypocephalus saoudi、Rhinebothrium ghardaguensis、R. taeniuri、単生類の Decacotyle lymmae、Empruthotrema quindecima、Entobdella australis、Pseudohexabothrium taeniurae、吸虫の Pedunculacetabulum ghardaguensis、Anaporrhutum albidum、、線虫の Mawsonascaris australis、カイアシ類の Sheina orri、原虫の Trypanosoma taeniuraeなどがある。
胸鰭や腹鰭の縁を持ち上げてホンソメワケベラのクリーニング行動を誘うことが観察されている。

## 人との関わり
臆病で人に危害は加えないが、尾の棘には毒があり、触れれば酷い傷を負うことがある。小型であることと特徴的な外見から、水槽での飼育目的で最もよく取引されるアカエイ類となっている。しかし水槽内で長く生かすことは難しく、一見健康な個体が理由もなく摂餌を拒んだり死んだりすることがよく見られる。水族館では繁殖成功例があり、ヨーロッパ動物園・水族館協会による繁殖プロジェクトも行われている（例えばリスボン水族館では2011年から2013年の間に計15匹の仔魚が産まれている）。東アフリカ、東南アジア、オーストラリアでは食用とされており、刺し網、延縄、銛、定置網等によって漁獲/混獲されている。
IUCNは本種を低危険種と評価している。分布域の広い普通種ではあるが、毒流し漁やダイナマイト漁、生息地の開発行為などによるサンゴ礁の破壊の影響を受けている。伝統漁業、商業漁業、観賞魚としての捕獲による漁獲圧も強い。